# Cortegada
Cortegada è un comune spagnolo di 1 414 abitanti situato nella comunità autonoma della Galizia.